# 安達明
安達 明（あだち あきら、本名：長田 晴夫。1948年9月4日 - 2011年5月20日）は、日本の歌手である。

## 経歴
福岡県北九州市八幡出身。
1962年春、TBSテレビ「10人抜きのど自慢」第一回放送分（3月1日）において初代チャンピオンとなったことで注目を集め、ジャニー喜多川にスカウトされる。名和プロダクション内の養成所に参加し、ジャニーズとともにレッスンを受ける日々を送る。（ジャニーズ事務所創業は同年6月）。
1963年1月の第19回新春日劇ウエスタンカーニバルでは、ジャニーズの一員として伊東ゆかりのバックダンサーを務める。その後、事務所を移籍。
1964年5月、雑誌「女学生の友」連載ジュニア小説「潮風を待つ少女」（作：佐伯千秋）のイメージソングとして公募された詞に恩師である遠藤実が曲をつけて同名曲「潮風を待つ少女」にて日本コロムビアからソロデビュー。芸名は小説の役名と同じ安達明となった。続いて8月に発売された2作目の「女学生」が大ヒットを飛ばした。同レコード会社所属の舟木一夫の弟分として、梶光夫、久保浩とともに二代目御三家とも呼ばれ、雑誌のバックアップもあり女学生のアイドルとして人気が爆発したが、勢いに陰りが見え始めた1968年に突如芸能界を引退。
所属していた日本コロムビアでは、未発表曲を含み34曲が録音された。引退後は銀座のスナック等で弾き語りをしていた。また、しばしばテレビ出演し、歌を披露していたが、2011年5月20日に亡くなった。

## ディスコグラフィ

### シングル
- すべて日本コロムビアからリリース。

| #  | 発売日      | 曲順 | タイトル                   | 作詞         | 作曲       | 編曲       | 規格品番 |
| -- | ----------- | ---- | -------------------------- | ------------ | ---------- | ---------- | -------- |
| 1  | 1964年 5月  | A面  | 潮風を待つ少女             | 松田ルミ     | 遠藤実     | 安藤実親   | BK-3040  |
| 1  | 1964年 5月  | B面  | 海の虹                     | 吉岡治       | 越部信義   | 越部信義   | BK-3040  |
| 2  | 1964年 8月  | A面  | 女学生                     | 北村公一     | 越部信義   | 越部信義   | SAS-295  |
| 2  | 1964年 8月  | B面  | 夕焼けの丘                 | ふじとたかし | 小杉仁三   | 小杉仁三   | SAS-295  |
| 3  | 1964年 11月 | A面  | 友情                       | 荻原敏       | 遠藤実     | 遠藤実     | SAS-342  |
| 3  | 1964年 11月 | B面  | 赤いカンナが咲いていた     | 東次郎       | 越部信義   | 越部信義   | SAS-342  |
| 4  | 1964年 12月 | A面  | 春を待つ少女               | 西沢爽       | 遠藤実     | 遠藤実     | SAS-385  |
| 4  | 1964年 12月 | B面  | エミーの肖像               | 東次郎       | 遠藤実     | 遠藤実     | SAS-385  |
| 5  | 1965年 2月  | A面  | 僕のカーネーション         | 関沢新一     | 狛林正一   | 只野通泰   | SAS-421  |
| 5  | 1965年 2月  | B面  | 明日と握手                 | 吉岡治       | 越部信義   | 越部信義   | SAS-421  |
| 6  | 1965年 4月  | A面  | 学園のハムレット           | 関沢新一     | 遠藤実     | 遠藤実     | SAS-463  |
| 6  | 1965年 4月  | B面  | 君の涙を忘れない           | 西沢爽       | 遠藤実     | 遠藤実     | SAS-463  |
| 7  | 1965年 6月  | A面  | 昭和少年ぶし               | 西沢爽       | 遠藤実     | 遠藤実     | SAS-508  |
| 7  | 1965年 6月  | B面  | さよならは美しく           | 西沢爽       | 遠藤実     | 遠藤実     | SAS-508  |
| 8  | 1965年 9月  | A面  | さんざしの花咲けば         | 水島哲       | 狛林正一   | 狛林正一   | SAS-567  |
| 8  | 1965年 9月  | B面  | 夕焼け雲と母とぼく         | 水島哲       | 狛林正一   | 只野通泰   | SAS-567  |
| 9  | 1965年 10月 | A面  | 初恋                       | 西沢爽       | 船村徹     | 船村徹     | SAS-596  |
| 9  | 1965年 10月 | B面  | コバルトの海               | 丘灯至夫     | 土田啓四郎 | 土田啓四郎 | SAS-596  |
| 10 | 1966年 2月  | A面  | 十七才のブルース           | 吉岡治       | 市川昭介   | 大西修     | SAS-660  |
| 10 | 1966年 2月  | B面  | 風の町かど                 | 荻原敏       | 狛林正一   | 佐伯亮     | SAS-660  |
| 11 | 1966年 6月  | A面  | 涙のむこうに               | 吉岡治       | 市川昭介   | 河村利夫   | SAS-722  |
| 11 | 1966年 6月  | B面  | 夕顔の人                   | 石本美由起   | 狛林正一   | 狛林正一   | SAS-722  |
| 12 | 1966年 9月  | A面  | 蒼いカシオペア             | 吉岡治       | 市川昭介   | 河村利夫   | SAS-774  |
| 12 | 1966年 9月  | B面  | 仲間に会うまで             | 吉岡治       | 市川昭介   | 市川昭介   | SAS-774  |
| 13 | 1967年 10月 | A面  | 悲恋                       | 吉岡治       | 市川昭介   | 河村利夫   | SAS-968  |
| 13 | 1967年 10月 | B面  | あの娘の名前はしあわせクン | 吉岡治       | 市川昭介   | 河村利夫   | SAS-968  |

### アルバム

#### オリジナル・アルバム
| 発売日        | タイトル                            | 規格   | 規格品番      |
| ------------- | ----------------------------------- | ------ | ------------- |
| 1964年11月    | 安達明のヒット・ショー              | LP     | JLS-108       |
| 1994年9月21日 | 女学生                              | CD     | COCA-11963    |
| 2011年2月10日 | 青春スター 梶光夫・安達明・有田弘二 | CD-BOX | GES-32061〜67 |
| 2012年2月1日  | ゴールデン☆ベスト                   | CD     | COCP-37165    |

### タイアップ曲
| 年     | 楽曲       | タイアップ                             |
| ------ | ---------- | -------------------------------------- |
| 1965年 | 明日と握手 | 朝日放送『クレハ・ホームソング』挿入歌 |

## 映画出演
- われら劣等生（1965年、松竹） - 清水哲夫 役
- 馬鹿っちょ出船（1965年、松竹） - 三郎 役

## 参考資料
- 梶光夫・安達明・有田弘二：昭和40年代の青春スター、CD-BOXで復活！ - ウェイバックマシン（2011年8月13日アーカイブ分） - コロムビアミュージックショップ
- “安達明プロフィール”. 日本コロムビア オフィシャルサイト. 2024年1月11日閲覧。